# 2008 ve fotografii

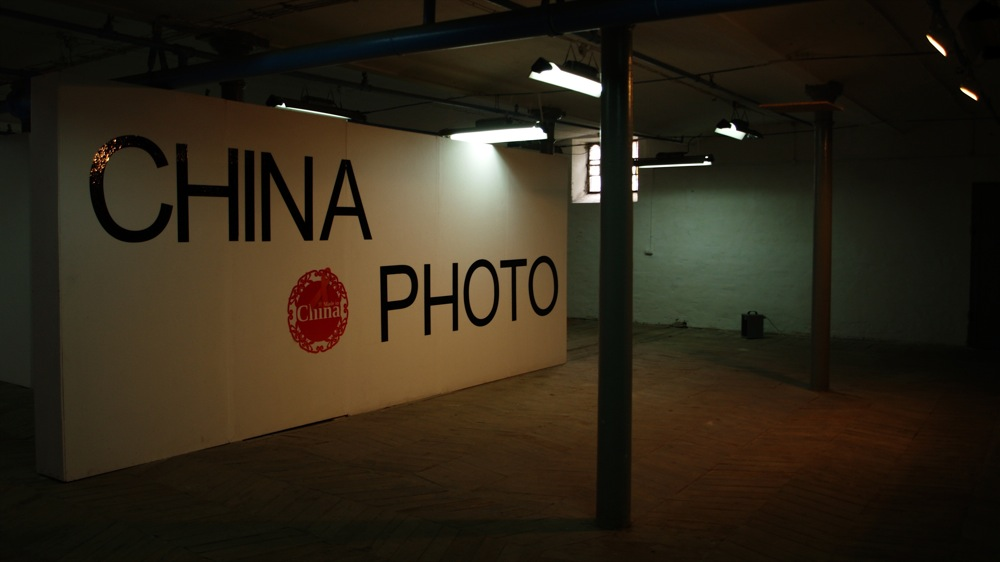
Mezinárodní festival fotografie v Lodži, 2008

Tento článek obsahuje významné fotografické události v roce 2008.

## Události
- V Doněcku bylo otevřeno Muzeum fotožurnalistiky a fototechniky

- Měsíc fotografie Bratislava 2008

- Funkeho Kolín 2008

- Mezinárodní festival fotografie v Lodži

- Month of Photography Asia, Singapur

- photokina, Kolín nad Rýnem, září

- Paris Photo, listopad
- Rencontres d'Arles červenec–září

- Nordic Light, Kristiansund

- 29. kongres FIAP – Žilina, Slovensko

## Ocenění

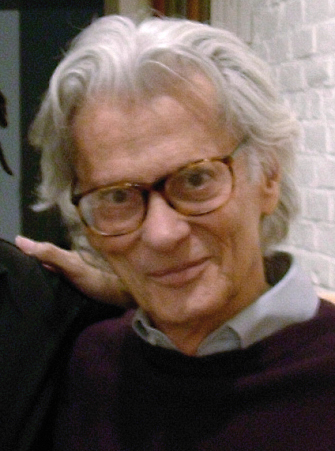
Richard Avedon v tomto roce v Galerii nationale du Jeu de Paume představil svou retrospektivu

- Czech Press Photo 2008 – David W. Černý, Reuters, Hromadná havárie na dálnici D1, 20. března 2008

- World Press Photo – Anthony Suau

- Prix international de la Fondation Hasselblad – Graciela Iturbide
- Cena Lennarta Nilssona – Anders Persson (Univerzita Linköping)
- Švédská cena za fotografickou publikaci – Trinidad Carillo

- Prix Niépce – Jürgen Nefzger
- Prix Nadar – Sarah Moon
- Prix Arcimboldo – Jean-François Rauzier
- Prix de photographie de l'Académie des beaux-arts – Jean-François Spricigo,[1] za projekt Anima
- Prix HSBC pour la photographie – Aurore Valade a Guillaume Lemarchal
- Prix Bayeux-Calvados des correspondants de guerre – Balazs Gardi (VII Photo Agency / Network)
- Prix Picto – Suzie Cuvelier et Léo Siboni
- Prix Tremplin Photo de l'EMI – Hughes Léglise-Bataille
- Prix Canon de la femme photojournaliste – Brenda Kenneally
- Prix Voies Off – Sunghee Lee
- Grand prix Paris Match du photojournalisme – Frédéric Sautereau, La République centrafricaine, le conflit oublié.[2]
- Prix Roger-Pic – Philippe Guionie za jeho sérii Le Tirailleur et les Trois Fleuves

- Prix Ansel Adams – Steven Kazlowski
- Prix W. Eugene Smith – Mikhael Subotzky
- Zlatá medaile Roberta Capy – Shaul Schwarz, Getty Images, Violences au Kenya à la suite de l'élection présidentielle de décembre 2007
- Cena Inge Morath – Kathryn Cook
- Infinity Awards
  - Prix pour l'œuvre d'une vie – Malick Sidibé
  - Prix Cornell Capa – ?
  - Prix de la publication Infinity Award – An American Index of the Hidden and Unfamiliar, Taryn Simon
  - Infinity Award du photojournalisme – Anthony Suau
  - Infinity Award for Art – Edward Burtynsky
  - Prix de la photographie appliquée – Craig McDean

- Cena Oskara Barnacka – Lucia Mincová
- Cena Ericha Salomona – Anders Petersen
- Cena za kulturu Německé fotografické společnosti – Steven Sasson
- Cena Hansely Miethové – Daniel Rosenthal (foto), Wolfgang Bauer (text)

- Davies Medal – Stephen Westland
- Sony World Photography Awards

- Cena Higašikawa – Klaus Mitteldorf, Asako Narahaši, Tomoko Sawada a Júdži Obata
- Cena za fotografii Ihei Kimury – Masashi Asada
- Cena Kena Domona – Hiromi Cučida
- Cena Nobua Iny – Kenšiči Hešiki (平敷 兼七)
- Cena Džuna Mikiho – Jasuši Nišimura (西村 康) za Her Title
- Cena inspirace Džuna Mikiho – Hacumi Macušita (松下 初美) za Hacumi Macušita a Kaori Inbe za Moral Society

- Prix Paul-Émile-Borduas – Denis Juneau
- Fotografická cena vévody a vévodkyně z Yorku – Catherine Bodmer

- Cena Roswithy Haftmann – Douglas Gordon
- Prix Pictet – Benoit Aquin, Kanada
- Národní fotografická cena Španělska – María Bleda a José María Rosa[3]

## Velké výstavy
- Retrospektiva Richarda Avedona v Galerii nationale du Jeu de Paume

## Úmrtí v roce 2008

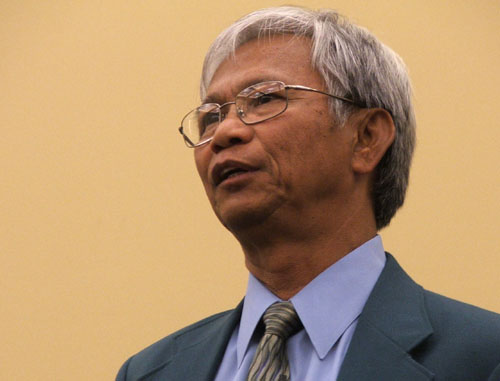
Dith Pran zemřel 30. března 2008

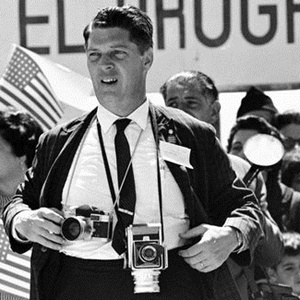
V roce 2008 zemřel Cecil W. Stoughton, fotograf amerických prezidentů (Kennedyho a Johnsona)

- 1. ledna – Harold Corsini, 88, americký fotograf.[4]
- 4. ledna – Herbert Keppler, 82, americký fotožurnalista.[5]
- 22. ledna – Bernie Boston, 74, americký fotograf, příznivec „flower power“.[6]
- 24. ledna – Lee Embree, 92, americký fotograf, pořídil první fotografii vzduch-vzduch v roce 1941 během útoku na Pearl Harbor.[7]
- 1. února – Allan Grant, 88, americký fotograf a fotožurnalista Life, poslední fotografování s Marilyn Monroe (* 23. října 1919).[8]
- 6. února – Nikol Faridani, 72, íránský letecký fotograf, rakovina prostaty.[9]
- 16. března – Mary Meader, 91, americký letecký fotograf.[10]
- 16. března – Jonathan Williams, 79, americký básník, fotograf a vydavatel, zakladatel společnosti The Jargon Society.[11]
- 18. března – Philip Jones Griffiths, 72, britský fotožurnalista, rakovina. [12]
- 23. března – Philippe Joudiou, francouzský fotograf, spisovatel a ilustrátor (* 18. listopadu 1922)
- 30. března – Douglas Kent Hall, 69, americký spisovatel a fotograf.[13]
- 30. března – Dith Pran, 65, kambodžský fotograf
- 9. dubna – Burt Glinn, 82, americký novinářský fotograf, Magnum Photos, porucha ledvin a zápal plic.[14]
- 23. dubna – Jean-Daniel Cadinot, 64, francouzský fotograf
- 26. dubna – Wallace Gichere, 53, keňský fotožurnalista.[15]
- 15. května – Del Ankers, 91, americký filmař a fotograf (Muppets commercials). [16]
- 23. května – Cornell Capa, 90, americký fotograf a zakladatel organizace International Center of Photography.[17]
- 24. května – Miloslav Kubeš, český filosof a fotograf (* 28. srpna 1927)
- 3. června – Claude Dityvon, 71, francouzský fotograf
- 24. června – Shao Hua, 69, čínská fotografka PLA a snacha Mao Ce-tunga.[18]
- 2. července – Alain Dister, francouzský žurnalista a fotograf.
- 10. července – Bernard Cahier, 81, fotožurnalista francouzské Formule jedna.[19]
- 23. července – Don Donaghy, 71, americký fotograf a člen Newyorské školy fotografie.
- 12. srpna – Stan Storimans, 39, nizozemský fotožurnalista a kameraman, minometná palba. [20]
- 21. srpna – Gadalla Gubara, súdánský kameraman, filmový producent, režisér a fotograf (* červenec 1920)
- 3. září – Françoise Demulder, 61, francouzská válečná fotografka, selhání srdce.[21][22]
- 14. září – Lynn Kohlman, 62, americká modelka a fotografka, rakovina.[23]
- 18. září – Don Ultang, 91, americký fotograf a držitel Pulitzerovy ceny.[24]
- ?. září – Maria Vachon-Turini, francouzsko-švýcarská fotografka
- 3. října – Mariusz Hermanowicz, polský fotograf
- 11. října – William Claxton 80, americký fotograf, selhání srdce.[25]
- 13. října – Tom Palumbo, americký fotograf italského původu (* 25. ledna 1921)
- 17. října – Rae Russelová, americká fotografka specializovala se na fotožurnalistiku a rodinné portréty, členka newyorské organizace Photo League (* 16. května 1925)
- 2. listopadu – Peter Leibing, německý fotograf (* 1941)
- 3. listopadu – Cecil W. Stoughton, 88, fotograf amerických prezidentů (Kennedyho a Johnsona), komplikace po náhradě kyčelního kloubu.[26]
- 13. listopadu – Bette Garber, 65, americký fotograf, zápal plic.[27]
- 17. listopadu – Guy Peellaert, 74, belgický malíř, ilustrátor a fotograf, rakovina.
- 19. listopadu – Karl Bissinger, 94, americký fotograf.[28]
- 11. prosince – Bettie Page, 85, americká pin-up modelka, srdeční příhoda.[29]
- 28. prosince – Jules Rouard, belgický voják a fotograf známý svými fotografiemi z Buchenwaldu (* 22. května 1926)
- ? – Ronny Jaques, britský fotograf (* 1910)
- ? – Rashid Mahdi, súdánský fotograf, působící ve městě Atbara od 50. do 70. let 20. století (* 1923)
- ? – Vera Elkanová, jihoafrická fotografka známá svými snímky mezinárodních brigád ve španělské občanské válce (* 29. května 1908)
- ? – Zdeněk Virt, český fotograf, pedagog na FAMU, zabýval se také malbou, grafikou, plakáty a ilustracemi (* 2. listopadu 1925 – 30. května 2008)
- ? – Karel Bucháček, český matematik a fotograf známý převážně svými fotografiemi pražského Žižkova (* 21. ledna 1932 – 5. prosince 2008)

## Výročí
Sté výročí narození
- 9. února – Paul A. Røstad, norský fotograf († 2. července 1986)
- 29. února – Pierre Boucher, francouzský fotograf (†  27. listopadu 2000)
- 19. března – George Rodger, britský fotožurnalista († 1995)
- 25. dubna – Vilém Reichmann, český fotograf († 15. června 1991)
- 2. května – Liselotte Grschebina, izraelská fotografka († 14. června 1994)
- 21. května – František Seidel (Franz Seidel), český portrétní a krajinářský fotograf (jeho otcem byl Josef Seidel) († 7. ledna 1997)
- 23. května – Annemarie Schwarzenbach, švýcarská spisovatelka, novinářka, fotografka a cestovatelka († 15. listopadu 1942)
- 29. května – René-Jacques, francouzský fotograf († 6. července 2003)
- 9. července – Minor White, americký fotograf, teoretik, kritik a pedagog († 24. června 1976)
- 15. července – Karol Skřipský, slovenský dokumentarista a fotograf († 10. března 1993)
- 11. srpna – Paolo Monti, italský fotograf známý svou fotografií architektury († 29. listopadu 1982)
- 22. srpna – Henri Cartier-Bresson, francouzský fotograf († 3. srpna 2004)
- 11. září – Liselotte Strelow, německá fotografka († 30. září 1981)
- 10. října – Vasil Ristani, albánský fotograf († 1989)
- 3. listopadu – Viktor Antonovič Ťomin, sovětský fotograf a fotoreportér († 9. ledna 1987)
- 28. listopadu – Claude Lévi–Strauss, francouzský fotograf († 30. října 2009)
- 19. prosince – Gisèle Freund, francouzská fotografka německého původu († 31. března 2000)
- 23. prosince – Yousuf Karsh, kanadský fotograf původem z Arménie († 13. července 2002)
- 28. prosince – Paul Guermonprez, belgicko-nizozemský fotograf a odbojář († 10. června 1944)
- ? – Roger Corbeau, francouzský fotograf († ?)
- ? – Kijoši Koiši, japonský fotograf († ?)

Sté výročí úmrtí
- 17. července – James Bragge, novozélandský fotograf (* 1833)
- ? – Dimitar Kavra, řecko-bulharský fotograf, majitel prvního fotoateliéru v Plovdivu (* 1835)
- ? – Augustus Le Plongeon, britský fotograf, archeolog, antikvariář, cestovatel a spisovatel (* (4. května 1825 – 13. prosince 1908)
- ? – Francisco Zagala, španělský fotograf (* ?)
- ? – Victor Camus, francouzský fotograf (* ?)